# Dankaran Toumani Keïta
Dankaran Toumani Keita fut un roi du Manding, une région d'Afrique de l'Ouest, durant le Moyen âge. Il est le fils de Naré Maghann Konaté et de sa première femme Sassouma Bereté. Il est le demi-frère de Diatta Konaté, généralement connu sous le nom de Soundiata Keita, fondateur de l'empire du Mali.

## Dans la fiction
Dankaran Touman apparaît dans les différentes versions de l'épopée de Soundiata, une épopée ouest-africaine racontant une version semi-légendaire des origines et de la vie de Soundiata Keïta. Dans l'épopée, Dankaran Toumani est placé sur le trône du Manding par Sassouma Bereté à la mort de Naré Maghann Konaté en dépit des dernières volontés de ce dernier, tandis que Soundiata Keita est exilé. Lorsque le roi-sorcier sosso Soumaoro Kanté envahit le Manding, Dankaran Toumani reste incapable de lui résister durablement. Au retour d'exil de Soundiata, ce dernier reprend la lutte contre Soumaoro et finit par le vaincre. Soundiata monte alors sur le trône.